# Strada regia delle Puglie
La strada regia delle Puglie era una via regia del regno di Napoli. Progettata fin dal Cinquecento da re Filippo II d'Asburgo, ma aperta al transito soltanto agli inizi del Seicento, fu poi integralmente ristrutturata nel corso del Settecento per volere di re Carlo III di Borbone.
L'arteria collegava Napoli, capitale del regno, con le province di Terra di Lavoro, Principato Ultra, Capitanata e Terra di Bari.

## Percorso
La strada usciva da Napoli da porta Capuana dirigendosi quindi verso Mugnano del Cardinale. A partire da quel punto la via penetrava negli Appennini, ove superava in successione quattro dorsali tra loro parallele (attraverso il valico di Monteforte, il passo della Serra, il passo di Mirabella e la sella di Ariano, quest'ultima posta lungo la linea spartiacque) e tre fiumi tra loro confluenti (il Sabato, il Calore e l'Ufita). La strada raggiungeva la massima altitudine (765 m s.l.m.) nel centro abitato di Ariano; tale grosso borgo fu perciò definito "la chiave delle Puglie".
Sul versante adriatico la via discendeva per molte miglia alla sinistra idrografica del fiume Cervaro, fino all'altezza del ponte di Bovino, ove si concludeva il tratto appenninico. In quel punto la strada si divideva in due tronchi, uno diretto a Foggia (al centro del Tavoliere delle Puglie), l'altro a Bari; quest'ultimo tratto, assai più lungo e complesso (occorreva superare i fiumi Cervaro, Carapelle e Ofanto per poi costeggiare il mare Adriatico a partire da Barletta) fu ultimato soltanto nel primo quarto dell'Ottocento, sebbene nel 1789 fosse stata già raggiunta Bisceglie.

## Storia

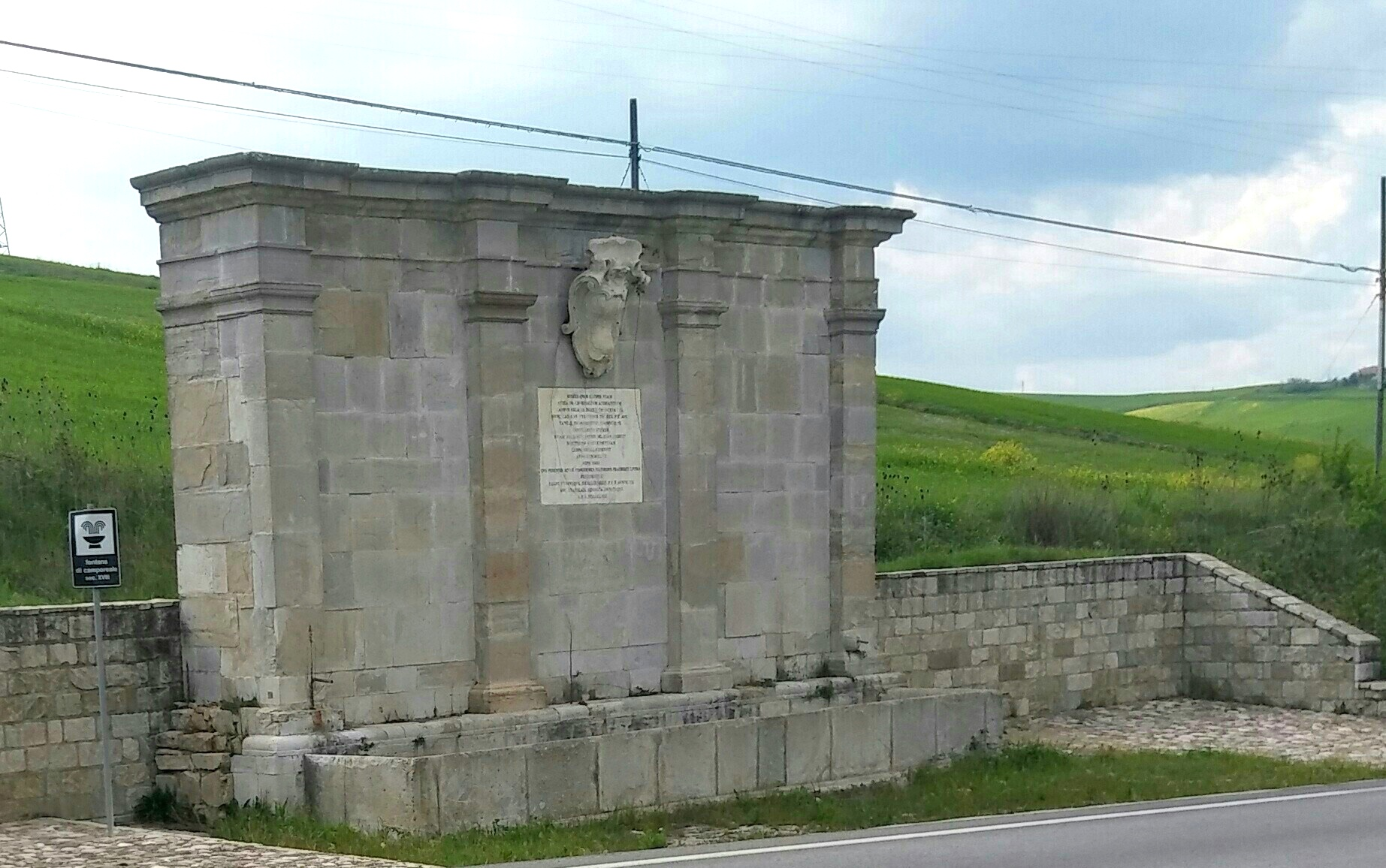
La règia fontana di Camporeale in prossimità del ponte Gonnella, nell'alta valle del Cervaro

La strada ricalcava almeno in parte tracciati preesistenti (risalenti per lo più all'epoca angioina) i quali risultavano però impervi e disagevoli, oltre che malsicuri; il nuovo progetto mirava invece a realizzare una via moderna, ampia e transitabile in ogni stagione e con ogni tipo di vettura. L'obiettivo primario era quello di agevolare al massimo i rifornimenti di merci e derrate (soprattutto cereali) dalle province pugliesi verso la capitale, all'epoca in fase di forte crescita demografica; non a caso la strada divenne poi nota come la via del grano.
I lavori di costruzione si protrassero per lunghi decenni; intorno al 1567 i cantieri stazionavano ancora in Valle Ufita, circa a metà percorso. Risale invece al 1608 l'edificazione delle cosiddette fontane reali, tuttora esistenti, realizzate lungo tutto il tratto appenninico (il più ricco di sorgenti idriche) dai maestri muratori Scipione Galluccio e Andrea Insano di Cava dei Tirreni.
La funzionalità attiva della strada nova reale de tutta la Puglia è attestata in Ariano fin dal 1631; fu però re Carlo III che, nel secolo successivo, prescelse la denominazione di strada regia delle Puglie, ove la forma plurale ("Puglie") sottintendeva l'insieme delle province orientali del regno.  Egli fece inoltre restaurare le undici regie fontane alle quali fu apposto lo stemma reale con impresso il nome del sovrano.
Un grave problema logistico fu determinato dall'instabilità delle pendici nella valle del Cervaro, lungo una tratta costruita ex-novo onde evitare di dover varcare in altura i monti della Daunia (come invece accadeva per il preesistente tratturello Camporeale-Foggia, l'antica via di collegamento tra Campania e Puglia). In particolare, nel 1763 una grave frana mise a repentaglio i collegamenti lungo la strada règia e soltanto l'intervento di una squadra di ingegneri, inviata appositamente da Napoli, riuscì a stabilizzare la situazione (alcuni secoli più tardi quello stesso smottamento si sarebbe però riattivato, dando così origine alla gigantesca frana di Montaguto).
Inoltre, al fine di garantire la sicurezza pubblica re Ferdinando IV (figlio di re Carlo III) fece radere al suolo alcune antiche rocche situate presso il tracciato (tra cui la torre d'Amandi, presso Ariano), nel timore che esse potessero costituire un ricettacolo per ladri e briganti; tuttavia rimanevano alquanto insicure le numerose aree boschive attraversate dalla strada. Il tratto più pericoloso era rappresentato dalla già citata valle del Cervaro, all'epoca nota come vallo di Bovino, ove gli assalti ai carriaggi e alle diligenze erano tutt'altro che infrequenti; nonostante ciò il vallo di Bovino era assai apprezzato dal sovrano per la sua rilevanza naturalistica e venatoria, e lo stesso re Ferdinando, opportunamente scortato, vi si recava spesso a caccia. Tuttavia l'insicurezza continuò a rappresentare un grave problema anche nel corso dell'Ottocento, e anzi all'atto dell'unità d'Italia l'intero tratto appenninico era ormai infestato da briganti; la reazione delle autorità italiane fu però durissima e, nel giro di non molti anni, il brigantaggio postunitario fu definitivamente stroncato.
In seguito la strada regia fu dapprima ribattezzata strada nazionale 54 delle Puglie, poi (dal 1923) strada nazionale 80 della Campania e delle Puglie e infine (dal 1928) strada statale 90 delle Puglie; quest'ultima arteria comprende però soltanto una parte dell'antico tracciato.